# واسکو پراتولینی
واسکو پراتولینی (به ایتالیایی: Vasco Pratolini)‏ (۱۹ اکتبر ۱۹۱۳ – ۱۲ ژانویه ۱۹۹۱) رمان‌نویس و نویسندهٔ داستان کوتاه اهل ایتالیا بود که به‌ویژه برای تصویر کردن زندگی فقرای فلورانس در دورهٔ فاشیسم شناخته می‌شود. او چهره‌ای برجسته در نئورئالیسم ایتالیایی دانسته می‌شود.

## زندگی‌نامه
پراتولینی در فلورانس و در خانواده‌ای فقیر بزرگ شد. او به شغل‌های گوناگونی پرداخت تا اینکه با از دست دادن سلامتیش در آسایشگاه بستری شد (۱۹۳۵ تا ۱۹۳۷). او هیچ سابقهٔ تحصیلی رسمی نداشت اما به‌طور پیوسته مطالعه می‌کرد و در دوران آسایشگاه به نوشتن پرداخت. پس از آن به رم رفت و الیو ویتورینی را ملاقات کرد که دوست نزدیکش گردید و او را به حلقهٔ ادبی معرفی نمود.
پراتولینی نخستین رمانش «خیابان‌های برهنه» را در سال ۱۹۴۴ منتشر کرد. «داستان خانوادگی» در ۱۹۴۷ منتشر شد که داستان آن دربارهٔ برادر درگذشتهٔ خودش بود. «داستان عشاق فقیر» (۱۹۴۷) یکی از بهترین نمونه‌های نئورئالیسم ایتالیایی نامیده شده است این کتاب به فروش بالایی دست یافت و دو جایزهٔ ادبی بین‌المللی دریافت کرد. پراتولینی که خود ضدفاشیسم بود در «قهرمان زمان ما» (۱۹۴۹) به فاشیسم حمله برد. وی بین سال‌های ۱۹۵۵ تا ۱۹۶۶ سه کتاب را در یک مجموعه به نام «داستان ایتالیایی» منتشر کرد که وقایع آن بین سال‌های ۱۸۷۵ تا ۱۹۴۵ به وقوع می‌پیوندد.

## آثار

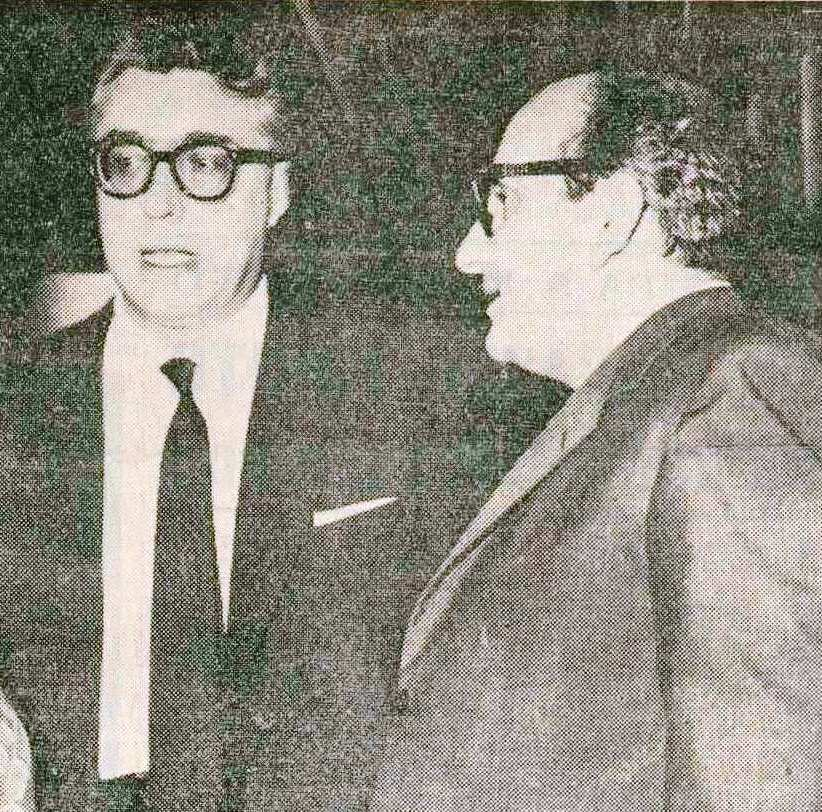
واسکو پراتولینی (راست) در کنار لوئیجی پیراندلو، ۱۹۵۵

برخی از رمان‌های مهم او عبارتند از:
- خیابان‌های برهنه (۱۹۴۴)
- داستان خانوادگی (۱۹۴۷)
- داستان عشاق فقیر (۱۹۴۷)
- قهرمان زمان ما (۱۹۴۹)
- دختران سان فردیانو (۱۹۴۹)
- داستان ایتالیایی:
  - متلّو (۱۹۵۵)
  - زباله (۱۹۶۰)
  - الگوری و دریسیون (۱۹۶۶)